# 竪山隼太
竪山 隼太（たてやま はやた、1990年5月7日 - ）は、日本の俳優。
大阪府出身。身長181cm。同志社大学社会学部教育文化学科卒業。株式会社DeRTA Entertainment所属。劇団「さいたまネクスト・シアター」に在籍している。

## 略歴
大阪放送児童劇団に所属し、子役デビュー。その後、同劇団を卒団。劇団さいたまネクスト・シアターの旗揚げ公演「真田風雲録」で芸能活動再開。2013年、スタッフ・プラスに所属。
2024年1月1日 - 所属していたスタッフ・プラスを離れ、新会社に担当マネージャーと共に移籍することを発表した。問い合わせ先は、株式会社DeRTA Entertainmentが案内されている。

## 出演

### 舞台
- 劇団四季「ライオンキング」（2000年 - 2001年） - ヤングシンバ 役
- ミュージカル「生きてこそ!」（2002年）
- さいたまネクスト・シアター
  - 「真田風雲録」（2009年） - 猿飛佐助 役
  - 「美しきものの伝説」（2010年）
  - 「2012年蒼白の少年・少女たちによるハムレット」（2012年） - ギルデンスターン 役
  - 「THE FACTORY ロング・グットバイ」（2012年） - ビル役
  - 「2013年蒼白の少年・少女たちによるオイディプス王」（2013年） - コロス 役
  - 蒼白の少年少女たちによる「カリギュラ」（2014年）
  - 「リチャード二世」（2015年） - ヘンリー・ボリングブルック役
- 彩の国ファミリーシアター「ガラスの仮面〜二人のヘレン〜」（2010年） - ヒースクリフ 役
- 騒音歌舞伎（ロックミュージカル）「ボクの四谷怪談」（2012年、シアターコクーン） - 奥田庄三郎 役
- さいたまゴールド・シアター「鴉よ、おれたちは弾丸をこめる」（2013年）
- 彩の国シェイクスピア・シリーズ
  - 「ヴェニスの商人」（2013年） - バルサザー 役
  - 「尺には尺を」（2016年）
  - 「ヘンリー五世」（2019年）-   ベッドフォード 役
- さいたまゴールド・シアター「鴉よ、おれたちは弾丸をこめる」（2014年）
- 彩の国さいたま芸術劇場開館20周年記念「わたしを離さないで」（2014年）
- シアターコクーン・オンレパートリー「青い瞳」（2015年、作・演出：岩松了）
- NINGAGAWA・マクベス（2017年）
- ガラスの動物園（2021年） - ジム・オコナー 役
- ハリー・ポッターと呪いの子（2022年） - ロン・ウィーズリー 役[注釈 1][1]
- 夜は昼の母（2024年）[2]
- 二兎社48公演「こんばんは、父さん」（2024年 - 2025年）[3]
- Bug Parade（2025年）[4]
- Once（2025年） - アンドレ 役[5]
- スリー・キングダムス Three Kingdoms（2025年公演予定）[6]
- ミュージカル「ジキル&ハイド」（2026年公演予定） - ジョン・アターソン 役[7]

### テレビ
- 天才てれびくんワイド（2001年 - 2002年、NHK教育） - てれび戦士
- 水曜ミステリー9「ソタイ 組織犯罪対策課」（2014年、テレビ東京）
- 金曜ナイトドラマ「天使と悪魔-未解決事件匿名交渉課-」第6話（2015年、テレビ朝日）
- HiGH&LOW〜THE STORY OF S.W.O.R.D.〜 第1 - 3話（2015年、日本テレビ）

### 映画
- RED SHADOW 赤影（2001年） - 青影（少年時代） 役